# Giustiniano (generale di Costantino III)
Giustiniano o Giustino (latino: Iustinianus; greco: Ἱουστινιανός o Ἱουστινος; ... – 407) fu un generale dell'usurpatore romano Costantino "III".
Nel 407 Costantino "III" fu proclamato imperatore dalla truppe romane di stanza in Britannia, contro il legittimo imperatore Onorio; l'usurpatore elevò al rango di magister militum, con il comando delle truppe galliche, Giustiniano e il franco Nebiogaste. Forse uno dei due era semplicemente un magister equitum e l'altro un magister peditum.
In Gallia, dopo che Costantino aveva attraversato la Manica e invaso il continente, Giustiniano si scontrò in battaglia con un generale di Onorio, Saro, che lo sconfisse e uccise.